# Feels
Feels – czwarty singel szkockiego producenta muzycznego i DJ-a Calvina Harrisa z jego piątego albumu studyjnego, zatytułowanego Funk Wav Bounces Vol. 1. Powstały przy gościnnym udziale amerykańskich artystów Pharrella Williamsa, Katy Perry i Big Seana. Singel został wydany 16 czerwca 2017. Współautorką słów piosenki oprócz artystów jest również Brittany Hazzard.
„Feels” jest utrzymany w stylu muzyki ska i disco-funk. Utwór był notowany na 1. miejscu na liście najlepiej sprzedających się singli w Wielkiej Brytanii oraz 20. pozycji listy najlepiej sprzedających się singli w Stanach Zjednoczonych.
Teledysk towarzyszący kompozycji zdobył nominację do MTV Video Music Awards 2017 w kategorii Najlepsza współpraca.

## Teledysk
Piosenka posiada dwa teledyski. Premiera pierwszego odbyła się 26 czerwca 2017 na oficjalnym kanale DJ-a w serwisie YouTube. Reżyserem wideo został Emil Nava. Klip ukazuje artystów na bezludnej wyspie. Druga wersja została wydana dwa miesiące później, gdzie można dostrzec wszystkich twórców podczas występu na scenie.
Teledysk do utworu został nominowany do nagród MTV Video Music Awards 2017 w kategorii Najlepsza współpraca.

## Personel
Opracowano na podstawie materiału źródłowego.
- Calvin Harris – kompozycja, produkcja, miksowanie, instrumentacja, klask
- Pharrell Williams – wokal, kompozycja
- Katy Perry – wokal, kompozycja
- Big Sean – wokal, kompozycja
- Brittany Hazzard – kompozycja
- Mike Larson – nagrywanie
- Marcos Tovar – nagrywanie
- Gregg Rominiecki – nagrywanie
- Jacob Dennis – asystent nagrywania
- Iain Findlay – asystent nagrywania
- Dave Kutch – mastering

## Notowania
| Lista (2017)                           | Najwyższa pozycja |
| -------------------------------------- | ----------------- |
| Australia (Top 50 Singles)             | 3                 |
| Austria (Ö3 Austria Top 40)            | 5                 |
| Belgia (Ultratop 50 Singles, Flandria) | 3                 |
| Belgia (Ultratop 50 Singles, Walonia)  | 1                 |
| Czechy (Rádio – Top 100)               | 5                 |
| Czechy (Singles Digitál – Top 100)     | 5                 |
| Dania (Track Top-40)                   | 4                 |
| Finlandia (Top 20 Singles)             | 10                |
| Francja (Top 200 Singles)              | 1                 |
| Hiszpania (Top 100 Singles)            | 5                 |
| Holandia (Single Top 100)              | 9                 |
| Irlandia (Top 100 Singles)             | 3                 |
| Japonia (Japan Hot 100)                | 31                |
| Kanada (Billboard Canadian Hot 100)    | 5                 |
| Niemcy (Top 100 Singles)               | 9                 |
| Norwegia (Top 40 Single)               | 5                 |
| Nowa Zelandia (Top 40 Singles)         | 2                 |
| Polska (AirPlay – Top)                 | 1                 |
| Portugalia (Top 100 Singles)           | 8                 |
| Słowacja (Rádio – Top 100)             | 6                 |
| Słowacja (Singles Digitál – Top 100)   | 4                 |
| Stany Zjednoczone (Hot 100)            | 20                |
| Szwajcaria (Singles Top 100)           | 6                 |
| Szwecja (Top 100 Singles)              | 18                |
| Węgry (Single (track) Top 40 lista)    | 4                 |
| Wielka Brytania (Singles Top 200)      | 1                 |
| Włochy (Top 100 Singles)               | 20                |

| Lista (2017)                           | Pozycja |
| -------------------------------------- | ------- |
| Australia (Top 100 Singles)            | 28      |
| Austria (Ö3 Austria Top 40)            | 44      |
| Belgia (Ultratop 50 Singles, Flandria) | 19      |
| Belgia (Ultratop 50 Singles, Walonia)  | 18      |
| Dania (Track Top-100)                  | 42      |
| Francja (Top 200 Singles)              | 25      |
| Holandia (Single Top 100)              | 44      |
| Kanada (Billboard Canadian Hot 100)    | 32      |
| Niemcy (Top 100 Singles)               | 59      |
| Nowa Zelandia (Top 40 Singles)         | 30      |
| Polska (AirPlay – Top)                 | 35      |
| Portugalia (Top 100 Singles)           | 42      |
| Stany Zjednoczone (Hot 100)            | 74      |
| Szwajcaria (Singles Top 100)           | 50      |
| Szwecja (Top 100 Singles)              | 82      |
| Węgry (Single (track) Top 100 lista)   | 24      |
| Wielka Brytania (Singles Top 200)      | 24      |
| Włochy (Top 100 Singles)               | 69      |
| Lista (2018)                           | Pozycja |
| Francja (Top 200 Singles)              | 188     |
| Portugalia (Top 100 Singles)           | 181     |
| Lista (2019)                           | Pozycja |
| Portugalia (Top 100 Singles)           | 1442    |

## Certyfikaty
| Państwo                      | Status             |
| ---------------------------- | ------------------ |
| Australia (ARIA)             | 4× platynowa płyta |
| Austria (IFPI Austria)       | złota płyta        |
| Belgia (BEA)                 | platynowa płyta    |
| Dania (IFPI Dania)           | platynowa płyta    |
| Francja (SNEP)               | diamentowa płyta   |
| Hiszpania (PROMUSICAE)       | platynowa płyta    |
| Meksyk (AMPROFON)            | 4× platynowa płyta |
| Niemcy (BVMI)                | złota płyta        |
| Norwegia (IFPI Norwegia)     | 3× platynowa płyta |
| Nowa Zelandia (RMNZ)         | platynowa płyta    |
| Polska (ZPAV)                | 3× platynowa płyta |
| Portugalia (AFP)             | platynowa płyta    |
| Stany Zjednoczone (RIAA)     | 3× platynowa płyta |
| Szwajcaria (IFPI Szwajcaria) | platynowa płyta    |
| Szwecja (GLF)                | 2× platynowa płyta |
| Wielka Brytania (BPI)        | platynowa płyta    |
| Włochy (FIMI)                | 2× platynowa płyta |

## Historia wydania
| Region            | Data            | Format                      | Wytwórnia      | Źródło |
| ----------------- | --------------- | --------------------------- | -------------- | ------ |
| Świat             | 16 czerwca 2017 | Digital download, streaming | Columbia, Sony | [ 70 ] |
| Włochy            | 16 czerwca 2017 | Contemporary hit radio      | Sony           | [ 71 ] |
| Stany Zjednoczone | 20 czerwca 2017 | Contemporary hit radio      | Columbia       | [ 72 ] |
| Wielka Brytania   | 23 czerwca 2017 | Contemporary hit radio      | Columbia, Sony | [ 73 ] |